# Nigina Abduraimova
Nigina Abduraimova (Tashkent, 7 luglio 1994) è una tennista uzbeka.

## Biografia
Nigina Abduraimova ha vinto 13 titoli in singolare e 17 titoli in doppio nel circuito ITF in carriera.
Il 29 settembre 2014 ha raggiunto in singolare il 144º posto nel ranking, mentre il 25 settembre 2017 ha raggiunto il 175º posto nel ranking.
Dal 2010 gioca in Fed Cup, con un bilancio personale che finora conta 10 vittorie e 12 sconfitte.
Nei tornei dello Slam ha raggiunto il suo miglior risultato agli US Open, perdendo nel 2013 nel terzo turno di qualificazione.
E' allenata dal tennista professionista Adrian Mannarino dal 2022.

## Statistiche ITF

### Singolare

#### Vittorie (13)
| Torneo $100.000 (0) |
| Torneo $80.000 (0)  |
| Torneo $75.000 (0)  |
| Torneo $60.000 (1)  |
| Torneo $50.000 (0)  |
| Torneo $40.000 (0)  |
| Torneo $25.000 (10) |
| Torneo $15.000 (2)  |
| Torneo $10.000 (0)  |

| N.  | Data              | Torneo                                              | Superficie  | Avversaria in finale   | Punteggio        |
| 1.  | 29 settembre 2013 | Fergana Challenger, Fergana                         | Cemento     | Anastasyja Vasyl'eva   | 2–6, 6–1, 7–6(5) |
| 2.  | 15 giugno 2014    | Fergana Challenger, Fergana                         | Cemento     | Nao Hibino             | 6-3, 6-4         |
| 3.  | 14 giugno 2015    | Namangan Women's Tournament, Namangan               | Cemento     | Anastasija Komardina   | 7–6(3), 6–2      |
| 4.  | 29 maggio 2016    | Karyizawa Yonex Open, Karuizawa                     | Erba        | An-Sophie Mestach      | 6-3, 7-5         |
| 5.  | 17 luglio 2016    | Qujing Open, Qujing                                 | Cemento     | Liu Fangzhou           | 7-5, 6-3         |
| 6.  | 17 settembre 2017 | Batumi Open, Batumi                                 | Cemento     | Anna Kalinskaja        | 3–6, 6–4, 6–3    |
| 7.  | 24 giugno 2018    | Fergana Challenger, Fergana                         | Cemento     | Anastasija Frolova     | 6-3, 2-0, rit.   |
| 8.  | 8 dicembre 2019   | The Lawn Tennis Association of Thailand, Nonthaburi | Cemento     | Lee Pei-chi            | 6-1, 1-6, 6-3    |
| 9.  | 25 luglio 2021    | Moscow Open, Mosca                                  | Cemento     | Marija Šušarina        | 6-1, 6-1         |
| 10. | 31 ottobre 2021   | Karaganda Open, Karaganda                           | Cemento (i) | Viktória Morvayová     | 6(3)-7, 6-3, 6-1 |
| 11. | 30 gennaio 2022   | Magic Tours, Monastir                               | Cemento     | Han Na-lae             | 6-3, 4-6, 7-6(7) |
| 12. | 1º maggio 2022    | Magic Tours, Monastir                               | Cemento     | Yvonne Cavallé Reimers | 3-6, 6-2, 6-2    |
| 13. | 30 aprile 2023    | Oeiras Ceto Open, Oeiras                            | Terra rossa | Francisca Jorge        | 1-6, 6-4, 6-3    |

#### Sconfitte (11)
| Torneo $100.000 (0) |
| Torneo $80.000 (0)  |
| Torneo $75.000 (0)  |
| Torneo $60.000 (1)  |
| Torneo $50.000 (1)  |
| Torneo $40.000 (1)  |
| Torneo $25.000 (5)  |
| Torneo $15.000 (2)  |
| Torneo $10.000 (1)  |

| N.  | Data             | Torneo                                                   | Superficie  | Avversaria in finale | Punteggio         |
| 1.  | 2 settembre 2012 | Cemil Alevli Cup, Gaziantep                              | Cemento     | Margarita Lazareva   | 1-6, 5-7          |
| 2.  | 16 giugno 2013   | Bukhara Womens, Bukhara                                  | Cemento     | Miharu Imanishi      | 5-7, 5-7          |
| 3.  | 20 aprile 2014   | Karshi ITF Combined Event, Karshi                        | Cemento     | Tereza Smitková      | 3-6, 6-4, 6(4)-7  |
| 4.  | 26 aprile 2014   | Namangan Women's Tournament, Namangan                    | Cemento     | Naomi Broady         | 3-6, 4-6          |
| 5.  | 18 luglio 2015   | Chang ITF Thailand Pro Circuit Bangkok, Bangkok          | Cemento     | Miyu Katō            | 5-7, 2-6          |
| 6.  | 22 maggio 2016   | Kurume Best Amenity International Women's Tennis, Kurume | Erba        | Kyōka Okamura        | 6(10)-7, 6–1, 5–7 |
| 7.  | 1º dicembre 2019 | Thailand ITF Women's Circuit, Nonthaburi                 | Cemento     | Himeno Sakatsume     | 6(3)-7, 7–5, 1–6  |
| 8.  | 28 novembre 2021 | Kazan Cup, Kazan'                                        | Cemento (i) | Polina Kudermetova   | 5–7, 6–3, 4–6     |
| 9.  | 29 ottobre 2022  | GB Pro-Series Loughborough, Loughborough                 | Cemento (i) | Emily Appleton       | 4-6, 4-6          |
| 10. | 20 novembre 2022 | Slovak Open, Bratislava                                  | Cemento (i) | Ana Konjuh           | 6-2, 0-6, 6(2)-7  |
| 11. | 28 gennaio 2023  | NECC-Deccan ITF Women's Tournament, Pune                 | Cemento     | Tatjana Maria        | 1-6, 1-6          |

### Doppio

#### Vittorie (17)
| Torneo $100.000 (0) |
| Torneo $80.000 (0)  |
| Torneo $75.000 (0)  |
| Torneo $60.000 (0)  |
| Torneo $50.000 (2)  |
| Torneo $40.000 (0)  |
| Torneo $25.000 (11) |
| Torneo $15.000 (1)  |
| Torneo $10.000 (3)  |

| N.  | Data             | Torneo                                | Superficie  | Partner             | Avversarie                                 | Punteggio            |
| 1.  | 11 luglio 2009   | Cemil Alevli Cup, Gaziantep           | Cemento     | Jade Hopper         | Diāna Marcinkēviča Juliana Umanec          | 6-3, 6(6)-7, [13–11] |
| 2.  | 7 novembre 2010  | GD Tennis Cup, Adalia                 | Cemento     | Marta Sirotkina     | Julija Samusëva Ekaterina Jakov'eva        | 3–6, 6–1, [10–7]     |
| 3.  | 26 marzo 2011    | Namangan Women's Tournament, Namangan | Cemento     | Albina Khabibulina  | Ekaterina Byčkova Marina Šamajko           | 4–6, 7–6(4), [10–8]  |
| 4.  | 23 aprile 2011   | Karshi ITF Combined Event, Karshi     | Cemento     | Albina Khabibulina  | Anna Škudun Ekaterina Jašina               | 6–1, 6–2             |
| 5.  | 30 luglio 2011   | Fergana Challenger, Fergana           | Cemento     | Albina Khabibulina  | Elizaveta Anna Nemchinov Anastasija Prenko | 6-3, 6-3             |
| 6.  | 28 ottobre 2012  | Samsung Securities Cup, Seul          | Cemento     | Venise Chan         | Kim Ji-young Yoo Mi                        | 6–4, 2–6, [12–10]    |
| 7.  | 9 novembre 2013  | Kemer Cup, Istanbul                   | Cemento (i) | Maria Elena Camerin | Tadeja Majerič Andreea Mitu                | 6–3, 2–6, [10–8]     |
| 8.  | 5 giugno 2015    | Andijan Womens, Andijan               | Cemento     | Hiroko Kuwata       | Veronika Kudermetova Ksenija Lykina        | 4–6, 7–6(5), [11–9]  |
| 9.  | 14 aprile 2016   | Lale Cup, Istanbul                    | Cemento     | Barbora Štefková    | Valentina Ivachnenko Lidzija Marozava      | 6–4, 1–6, [10–6]     |
| 10. | 24 giugno 2017   | Fergana Challenger, Fergana           | Cemento     | Anastasija Frolova  | Ksenija Lykina Sabina Sharipova            | 7–6(7), 7–5          |
| 11. | 27 aprile 2018   | Karshi ITF Combined Event, Karshi     | Cemento     | Anastasija Frolova  | Anastasija Gasanova Ekaterina Jašina       | 7–6(7), 6-1          |
| 12. | 8 giugno 2019    | Fergana Challenger, Fergana           | Cemento     | Berfu Cengiz        | Isabella Bozicevic Ksenija Laskutova       | 4-6, 6-1, [10-3]     |
| 13. | 5 giugno 2021    | Tatarstan Open, Kazan'                | Terra rossa | Angelina Gabueva    | Iryna Šymanovič Šalimar Talbi              | 6-2, 7–6(5)          |
| 14. | 28 agosto 2021   | Almaty Open, Almaty                   | Cemento     | Dar'ja Mišina       | Sabina Sharipova Stéphanie Visscher        | 4–6, 6–4, [10–3]     |
| 15. | 27 novembre 2021 | Kazan Cup, Kazan'                     | Cemento (i) | Ekaterina Rejngol'd | Ekaterina Maklakova Aleksandra Pospelova   | 6-2, 6(8)-7, [12-10] |
| 16. | 30 aprile 2022   | Magic Tours, Monastir                 | Cemento     | Hiroko Kuwata       | Paige Hourigan Valerija Savinych           | 6-1, 3-6, [12-10]    |
| 17. | 10 agosto 2024   | Lexus GB Pro-Series NTC, Roehampton   | Cemento     | Lizette Cabrera     | Akiko Ōmae Eri Shimizu                     | 6-2, 6-2             |

#### Sconfitte (12)
| Torneo $100.000 (1) |
| Torneo $80.000 (0)  |
| Torneo $75.000 (0)  |
| Torneo $60.000 (0)  |
| Torneo $50.000 (1)  |
| Torneo $40.000 (2)  |
| Torneo $25.000 (7)  |
| Torneo $15.000 (1)  |
| Torneo $10.000 (0)  |

| N.  | Data              | Torneo                                     | Superficie  | Partner              | Avversarie                            | Punteggio         |
| 1.  | 17 settembre 2012 | Shymkent Womens, Şımkent                   | Cemento     | Ksenia Palkina       | Valentina Ivachnenko Kateryna Kozlova | 2-6, 4-6          |
| 2.  | 1º novembre 2012  | Republican Girls, Istanbul                 | Cemento (i) | Ksenia Palkina       | Çağla Büyükakçay Pemra Özgen          | 2-6, 1-6          |
| 3.  | 26 maggio 2014    | Bukhara Womens, Bukhara                    | Cemento     | Akgul Amanmuradova   | Veronika Kapšaj Sabina Sharipova      | 4-6, 4-6          |
| 4.  | 15 maggio 2016    | Fukuoka International Women's Cup, Fukuoka | Erba        | Ksenija Lykina       | Indy de Vroome Aleksandrina Najdenova | 4-6, 1-6          |
| 5.  | 28 aprile 2017    | Karshi ITF Combined Event, Karshi          | Cemento     | Ana Veselinović      | Ol'ga Dorošina Polina Monova          | 5-7, 2-6          |
| 6.  | 9 giugno 2017     | Namangan Womens, Namangan                  | Cemento     | Ksenija Lykina       | Ol'ga Dorošina Polina Monova          | 2-6, 6(8)-7       |
| 7.  | 1º settembre 2017 | Almaty Womens, Almaty                      | Terra rossa | Akgul Amanmuradova   | Gabriela Cé Jana Sizikova             | 4-6, 6-3, [7-10]  |
| 8.  | 24 luglio 2021    | Moscow Open, Mosca                         | Terra rossa | Angelina Gabueva     | Dar'ja Mišina Anna Morgina            | 5–7, 6–2, [9–11]  |
| 9.  | 7 maggio 2022     | Magic Tours, Monastir                      | Cemento     | Aleksandra Pospelova | Liu Fangzhou Erika Sema               | 3-6, 2-6          |
| 10. | 18 marzo 2023     | Smartwings Open, Říčany                    | Cemento (i) | Alëna Fomina-Klotz   | Tayisiya Morderger Yana Morderger     | 1-6, 6-4, [6-10]  |
| 11. | 12 novembre 2023  | LTP Charleston Pro Tennis, Charleston      | Terra verde | Carole Monnet        | Hailey Baptiste Whitney Osuigwe       | 4-6, 6-3, [11-13] |
| 12. | 30 marzo 2024     | BTC Murska Sobota Open, Murska Sobota      | Cemento (i) | Jesika Malečková     | Francisca Jorge Anna Rogers           | 4-6, 7-5, [8-10]  |